# Daequan Cook
Daequan Cook (Dayton, 28 de abril de 1987) é um jogador de basquete profissional norte americano que atualmente joga pelo Chemidor Tehran na Super Liga Iraniana de Basquete. Foi selecionado na primeira rodada do Draft da NBA de 2007 pelo Philadelphia 76ers como a 21ª escolha geral, mas posteriormente foi negociado com o Miami Heat.

## Carreira na NBA
Daequan Cook jogou em diversos clubes na NBA, entre eles o Miami Heat, Oklahoma City Thunder, Houston Rockets e Chicago Bulls.

## Estatísticas na NBA

### Temporada regular
| Ano      | Equipe        | PJ  | PT | MPJ  | AP   | 3P   | LL   | RT  | AS  | BR | TO | PPJ |
| -------- | ------------- | --- | -- | ---- | ---- | ---- | ---- | --- | --- | -- | -- | --- |
| 2007–08  | Miami         | 59  | 19 | 24.4 | .381 | .332 | .825 | 3.0 | 1.3 | .4 | .2 | 8.8 |
| 2008–09  | Miami         | 75  | 4  | 24.4 | .375 | .387 | .875 | 2.5 | .9  | .5 | .1 | 9.1 |
| 2009–10  | Miami         | 45  | 3  | 15.4 | .320 | .317 | .840 | 1.8 | 1.0 | .3 | .2 | 5.0 |
| 2010–11  | Oklahoma City | 43  | 0  | 13.9 | .436 | .422 | .800 | 1.7 | .5  | .3 | .0 | 5.6 |
| 2011–12  | Oklahoma City | 57  | 22 | 17.4 | .368 | .346 | .636 | 2.1 | .3  | .4 | .2 | 5.5 |
| 2012–13  | Houston       | 16  | 1  | 10.3 | .356 | .367 | .667 | 1.1 | .6  | .4 | .1 | 3.4 |
| 2012–13  | Chicago       | 33  | 0  | 8.4  | .278 | .246 | .778 | 1.3 | .3  | .1 | .2 | 2.5 |
| Carreira |               | 328 | 49 | 18.3 | .369 | .359 | .813 | 2.1 | .7  | .4 | .1 | 6.4 |

### Playoffs
| Ano      | Equipe        | PJ | PT | MPJ  | AP   | 3P   | LL    | RT  | AS | BR | TO | PPJ |
| -------- | ------------- | -- | -- | ---- | ---- | ---- | ----- | --- | -- | -- | -- | --- |
| 2008–09  | Miami         | 7  | 0  | 23.0 | .310 | .300 | 1.000 | 2.4 | .6 | .3 | .0 | 5.3 |
| 2010–11  | Oklahoma City | 17 | 0  | 11.5 | .393 | .348 | 1.000 | 1.6 | .1 | .2 | .0 | 3.8 |
| 2011–12  | Oklahoma City | 16 | 0  | 6.8  | .378 | .333 | .000  | .6  | .3 | .2 | .0 | 2.3 |
| 2012–13  | Chicago       | 6  | 0  | 6.0  | .100 | .125 | .000  | .5  | .7 | .2 | .0 | .5  |
| Carreira |               | 46 | 0  | 10.9 | .345 | .315 | .750  | 1.2 | .3 | .2 | .0 | 3.0 |